# Партия христианского наследия Канады
Партия христианского наследия Канады (ПХН Канады) (англ. Christian Heritage Party of Canada — CHP, фр. Parti de l’héritage Chrétien du Canada — PHC) — правоцентристская федеральная консервативная политическая партия в Канаде христианско-демократической направленности. Партия декларирует себя как партия «иудео-христианских принципов». Партия полагает, что библейские законы более совершенны, чем законы людей.
Партия христианского наследия Канады была основана по решению учредительного съезда, проходившего 18-20 ноября 1987 г. в Гамильтоне (Онтарио), в котором приняло участие 500 делегатов. Первым лидером партии был избран Эд Ванвуденберг (en:Ed Vanwoudenberg). С 2008 г. до января 2014 г. лидером Партии христианского наследия Канады являлся Джим Гнатюк (en:Jim Hnatiuk), канадец украинского происхождения. 1 февраля 2014 г. временным (до очередного партийного конвента) лидером партии был назначен Дэвид Дж. Реймер (en:David J. Reimer).
Партия не имеет представителей в Парламенте Канады, но регулярно принимает участие в федеральных парламентских выборах начиная с 1988 года (кроме 2000 года, когда партия не получила официального статуса участника выборов, тем не менее её представители участвовали в выборах, как независимые кандидаты). На федеральных выборах 2 мая 2011 года получила наихудший результат после 2000 года (19 218 голосов) и по-прежнему не имеет ни одного места в парламенте.

## Партийная платформа
Партия христианского наследия Канады придерживается социально-консервативной идеологии. Её партийная программа выражается в следующих основных тезисах:
- Защита семейных ценностей и неприятие однополых браков, которые воспринимаются партией как угроза традиционной семье.
- Партия выступает против абортов и предлагает отменить финансирование абортов из средств государственного медицинского страхования.
- Ослабление налогового бремени. В частности, предлагается отменить все подоходные налоги и налог на прибыль, и ввести единый налог на потребление (en:Fair Tax), переложив тем самым все бремя налога на потребителей. В результате ликвидируется проблема уклонения от налогов корпораций путём ухода в офшор и другими путями.
- Предлагается решение проблемы государственного долга Канады путём преобразования его в своеобразную «ипотеку».
- Стимулирование строительства инфраструктуры (мостов, дорог и т. д.) путём предоставления Банком Канады льготных кредитов под эти цели провинциям, муниципалитетам и городам.
- Реформа пенсионной системы путём превращения её в инвестиционный фонд, финансируемый совместно работником и его компанией. Предполагается право работника в случае тяжелого финансового положения снять часть накопленных средств до достижения пенсионного возраста.
- Реформа здравоохранения.
- Законодательная защита права собственности. Признание этого права священным и фундаментальным.
- Восстановление смертной казни.
- Послабления в ограничениях права на оружие. Либерализация системы регистрации оружия.
- Либерализация уголовно-исправительной системы Канады. В тюрьме должны сидеть только преступники, совершившие насильственные преступления (в том числе сексуальные и против детей). Ненасильственных преступников следует обременять «реституцией». Необходимо формировать отдельную исправительную систему для молодых преступников. Отменить право голоса на выборах для осуждённых.
- Партия отрицает существование проблемы парникового эффекта и проблемы глобального потепления.

## Участие в федеральных парламентских выборах
| Год выборов | Число кандидатов от партии | Количество голосов за кандидатов | % голосов от всех избирателей Канады | % голосов от избирателей тех округов, в которых были выдвинуты кандидаты от партии |
| 1988        | 63                         | 102,533                          | 0,78 %                               | 3,56 %                                                                             |
| 1993        | 58                         | 30,455                           | 0,22 %                               | 1,09 %                                                                             |
| 1997        | 53                         | 29,085                           | 0,22 %                               | 1,26 %                                                                             |
| 2000        | 46*                        | 10,110*                          | 0.08 %*                              | 0.51 %*                                                                            |
| 2004        | 62                         | 40,283                           | 0,30 %                               | 1,52 %                                                                             |
| 2006        | 45                         | 28,163                           | 0,19 %                               | 1,32 %                                                                             |
| 2008        | 59                         | 26,751                           | 0,19 %                               | 1,02 %                                                                             |
| 2011        | 46                         | 19,218                           | 0,13 %                               | 0,84 %                                                                             |

*Следует отметить, что в ходе федеральных выборах 2000 г. Партия христианского наследия не получила официального статуса партии-участницы выборов, тем не менее 46 её членов было выдвинуто в качестве независимых кандидатов.